# Терская область
Те́рская о́бласть — административная единица Российской империи и РСФСР, существовавшая в 1860—1921 годах.
Административный центр — город Владикавказ.

## География
Занимала территорию от реки Кума на западе, до реки Сулак на востоке, и от реки Терек на севере до Главного Кавказского хребта на юге.
Помимо Кабардино-Балкарии, Северной Осетии, Ингушетии и Чечни, полностью расположенных в пределах бывшей Терской области, часть её территории в настоящее время входит в Ставропольский край и Дагестан.

## История
С 1860 года — административно-территориальная единица России (создана по указу императора Александра II, положение об управлении областью утверждено в 1862 году). В состав области изначально входили восемь округов: Аргунский, Ингушский, Ичкеринский, Кабардинский, Кумыкский, Нагорный, Осетинский и Чеченский.
29 ноября 1866 года заштатный город Моздок отчислен от Ставропольской губернии к Терской области.
9 декабря 1867 года город Кизляр с частью уезда отчислен от Ставропольской губернии к Терской области.
В 1868 году от Ставропольской губернии к Терской области отчислен заштатный город Георгиевск.
В 1869 году Кумыкский и Нагорный округа были объединены в Хасавюртовский округ.
В 1870 году в Терской области были проведены административные преобразования. Осетинский и Ингушский округа были объединены в один Владикавказский округ. Округа были разделены на участки. Были образованы 7 округов: Аргунский, Веденский, Владикавказский, Георгиевский, Грозненский, Кизлярский и Хасавюртовский. В 1874 году к Терской области присоединен город Пятигорск. В 1874 году Георгиевский округ переименован в Пятигорский округ.
Областное правление открыто 1 (13) января 1871 (указ Правительствующего сената от 30 декабря 1869 (11 января 1870)). 1 (13) июля 1886 область преобразована и передана в ведение Военного министерства согласно высочайшему указу Правительствующего сената 21 марта (2 апреля) 1886 года.
21.05/3.06 1874 года на основании Высочайше утвержденного Александром II мнения Государственного Совета о проведении новой границы между Ставропольской губернией и
Терской областью от Ставропольской губернии к Терской области отчислены г. Пятигорск и Пятигорский уезд.
В 1882 году Пятигорский округ разделен на два — Пятигорский и Нальчикский. КМВ вошли в состав Пятигорского округа с центром в Пятигорске.
В 1888 году было реформировано военно-народное управление, Терская область была разделена на три отдела — Кизлярский, Пятигорский и Сунженский, и четыре округа: Нальчикский, Владикавказский, Грозненский и Хасавюртовский. Во главе Терской области — начальник области и наказной атаман Терского казачьего войска, с правами губернатора по гражданской части. В том же году из Ставропольской губернии было передано Караногайское приставство, подчинено атаману Кизлярского отдела.
В 1899 году был образован Моздокский отдел.
В 1905 году Сунженский отдел, в котором проживали казаки и ингуши, был временно разделён на Сунженский казачий округ и на Ингушский (Назрановский) округ, в 1909 году Ингушский и Сунженский округа были официально разделены.
В 1915 году города Пятигорск и Кисловодск Терской области (площадь области — 64,07 кв. верст (72,337 км²), жителей — 1,233 млн) изъяты в отношении дел городского общественного управления из ведения Военного Министерства и отнесены к ведению Министерства Внутренних дел.
20 января 1921 года из южной части Терской области была образована Горская АССР.
4 апреля 1921 года Терская область была преобразована в Терскую губернию, в которую было передано три округа: Пятигорский, Моздокский, Кизлярский.
Губерния граничила со Ставропольской губернией, Автономной областью Калмыцкого народа, Кабардинской областью, Горской и Дагестанской АССР. Первоначально центром был Георгиевск, с сентября — Пятигорск.
В 1924 году Терская и Ставропольская губернии были преобразованы в округа и вошли в Северо-Кавказский край с центром в Ростове-на-Дону.

## Административное деление
В 1899 году в состав области входило 8 округов (отделов):
| № | Округ (отдел)         | Центр                        | Герб уездного города | Площадь, вёрст² | Население (1897), чел. |
| - | --------------------- | ---------------------------- | -------------------- | --------------- | ---------------------- |
| 1 | Владикавказский округ | Владикавказ (43 740 чел.)    |                      | 4 999,7         | 134 947                |
| 2 | Грозненский округ     | Грозный (15 564 чел.)        |                      | 10 187,1        | 226 035                |
| 3 | Кизлярский отдел      | Кизляр (7282 чел.)           |                      | 20 251,2        | 102 395                |
| 4 | Моздокский отдел      | Моздок (7282 чел.)           |                      | 5879,9          | 81 405                 |
| 5 | Нальчикский округ     | сл. Нальчик (4809 чел.)      |                      | 9851,4          | 102 908                |
| 6 | Пятигорский округ     | Пятигорск (18 440 чел.)      |                      | 10 819,9        | 181 481                |
| 7 | Сунженский отдел      | ст-ца Сунженская (3456 чел.) |                      | 3 273,7         | 115 370                |
| 8 | Хасавюртовский округ  | сл. Хасав-Юрт (5312 чел.)    |                      | 4 677           | 70 800                 |

| № | Округ (отдел)     | Заштатный город | Герб города |
| - | ----------------- | --------------- | ----------- |
| 1 | Пятигорский округ | Георгиевск      |             |

С 1905 года Терская область стала делиться на 4 отдела: Пятигорский, Моздокский, Кизлярский и Сунженский и 6 округов: Владикавказский, Хасавюртовский, Нальчикский, Грозненский, Веденский и Назрановский. Территория собственно Терского казачьего войска делилась в военном отношении на 4 полковых округа — Волгский, Горско-Моздокский, Сунженско-Владикавказский и Кизляро-Гребенской, территория эта занимала около 2 009 047 га и состояла из: а) земель войскового запаса, б) общественных станичных наделов и в) пожалованных, взамен пенсии, участков офицерам и чиновникам войскового сословия.
Караногайское приставство (кочевья на севере области) относилось к Кизлярскому отделу.

## Органы власти
Начальники области
| Ф. И. О.                           | Титул, чин, звание                        | Время замещения должности |
| ---------------------------------- | ----------------------------------------- | ------------------------- |
| Святополк-Мирский Дмитрий Иванович | князь, генерал-лейтенант                  | 1860—1865                 |
| Лорис-Меликов Михаил Тариелович    | граф, генерал-адъютант, генерал-лейтенант | 07.09.1865—17.04.1875     |
| Свистунов Александр Павлович       | генерал-адъютант, генерал-лейтенант       | 17.04.1875—26.01.1883     |
| Юрковский Евгений Корнилович       | генерал-майор                             | 26.01.1883—17.01.1887     |
| Смекалов Алексей Михайлович        | генерал-лейтенант                         | 11.02.1887—02.02.1890     |
| Каханов Семён Васильевич           | генерал-лейтенант                         | 10.02.1890—02.07.1899     |

Губернаторы
| Ф. И. О.                     | Титул, чин, звание                | Время замещения должности |
| ---------------------------- | --------------------------------- | ------------------------- |
| Толстов Сергей Евлампиевич   | генерал-майор (генерал-лейтенант) | 28.07.1899—10.08.1905     |
| Колюбакин Алексей Михайлович | генерал-майор                     | 10.08.1905—07.12.1908     |
| Михеев Александр Степанович  | генерал-лейтенант                 | 07.12.1908—16.09.1912     |
| Флейшер Сергей Николаевич    | генерал-лейтенант                 | 16.09.1912—1917           |

Вице-губернатор
| Ф. И. О.                     | Титул, чин, звание               | Время замещения должности |
| ---------------------------- | -------------------------------- | ------------------------- |
| Якобсон Густав Христофорович | действительный статский советник | 08.10.1876—20.04.1888     |

Помощники начальника области
| Ф. И. О.                                | Титул, чин, звание  | Время замещения должности |
| --------------------------------------- | ------------------- | ------------------------- |
| Шепелев Николай Александрович           | генерал-майор       | 21.01.1888—02.05.1895     |
| Гунниус Константин Карлович             | генерал-майор       | 27.01.1896—03.11.1898     |
| Коцебу-Пилар фон Пильхау Фёдор Карлович | граф, генерал-майор | 30.12.1898                |

## Население
Национальный состав по языку в 1897 году:
| Округ                            | русские | чеченцы | осетины | кабардинцы | ингуши | украинцы | ногайцы | кумыки | татары и балкарцы | аварцы | армяне | немцы |
| -------------------------------- | ------- | ------- | ------- | ---------- | ------ | -------- | ------- | ------ | ----------------- | ------ | ------ | ----- |
| Область в целом                  | 27,0 %  | 23,9 %  | 12,3 %  | 9,0 %      | 5,1 %  | 4,5 %    | 3,9 %   | 3,4 %  | 2,9 %             | 1,7 %  | 1,3 %  | 1,0 % |
| Владикавказский                  | 23,1 %  | …       | 65,4 %  | …          | …      | 1,1 %    | …       | …      | …                 | …      | 1,6 %  | 1,2 % |
| Грозненский (Город Грозный)      | 72,9 %  | 2,9 %   |         |            |        |          |         |        |                   |        |        |       |
| Грозненский (без города Грозный) | 5,7 %   | 89,5 %  | …       | …          | …      | …        | …       | …      | …                 | …      | …      |       |
| Кизлярский                       | 52,5 %  | …       | …       | …          | …      | 4,0 %    | 30,9 %  | …      | …                 | …      | 4,6 %  |       |
| Нальчикский                      | 4,7 %   | …       | 2,7 %   | 62,9 %     | …      | 4,6 %    | …       | …      | 22,5 %            | …      | …      |       |
| Пятигорский                      | 67,9 %  | …       | 2,5 %   | 1,7 %      | …      | 13,8 %   | …       | …      | …                 | …      | 2,4 %  | 3,2 % |
| Сунженский                       | 36,4 %  | 1,7 %   | …       | 13,9 %     | 40,1 % | 3,4 %    | …       | 2,0 %  | …                 | …      | …      |       |
| Хасавюртовский                   | 4,5 %   | 25,6 %  | …       | …          | …      | 1,8 %    | 5,6 %   | 36,9 % | 1,8 %             | 19,3 % | …      |       |

| Округ                       | поляки | грузины | туркмены | калмыки | персы | евреи  |
| --------------------------- | ------ | ------- | -------- | ------- | ----- | ------ |
| Область в целом             | …      | …       | …        | …       | …     | 0,6 %  |
| Владикавказский             | 1,1 %  | 2,4 %   | …        | …       | …     |        |
| Грозненский (город Грозный) | …      | …       | …        | …       | …     | 10,8 % |
| Кизлярский                  | …      | 1,0 %   | 1,0 %    | 1,4 %   | …     |        |
| Нальчикский                 | …      | …       | …        | …       | …     |        |
| Пятигорский                 | …      | …       | …        | 1,2 %   | 1,4 % |        |
| Сунженский                  | …      | …       | …        | …       | …     |        |
| Хасавюртовский              | …      | …       | …        | …       | …     |        |
|                             |        |         |          |         |       |        |

К 1913 году великороссы и малороссы составляли уже 43 % населения области.

## Символика
Герб Терской области Российской империи, утверждён 15 марта 1873 г. — «В чёрном щите серебряная волнообразная перевязь влево, за которой Императорский штандарт на золотом древке. Щит увенчан древней царской короной и окружён золотыми дубовыми листьями, соединёнными Александровской лентою».
- Официальный герб области (изд. МВД, 1880)
- Неофициальный герб области (изд. Сукачова, 1878)
- Современный рисунок герба области (2000-е годы)